# Stavoren

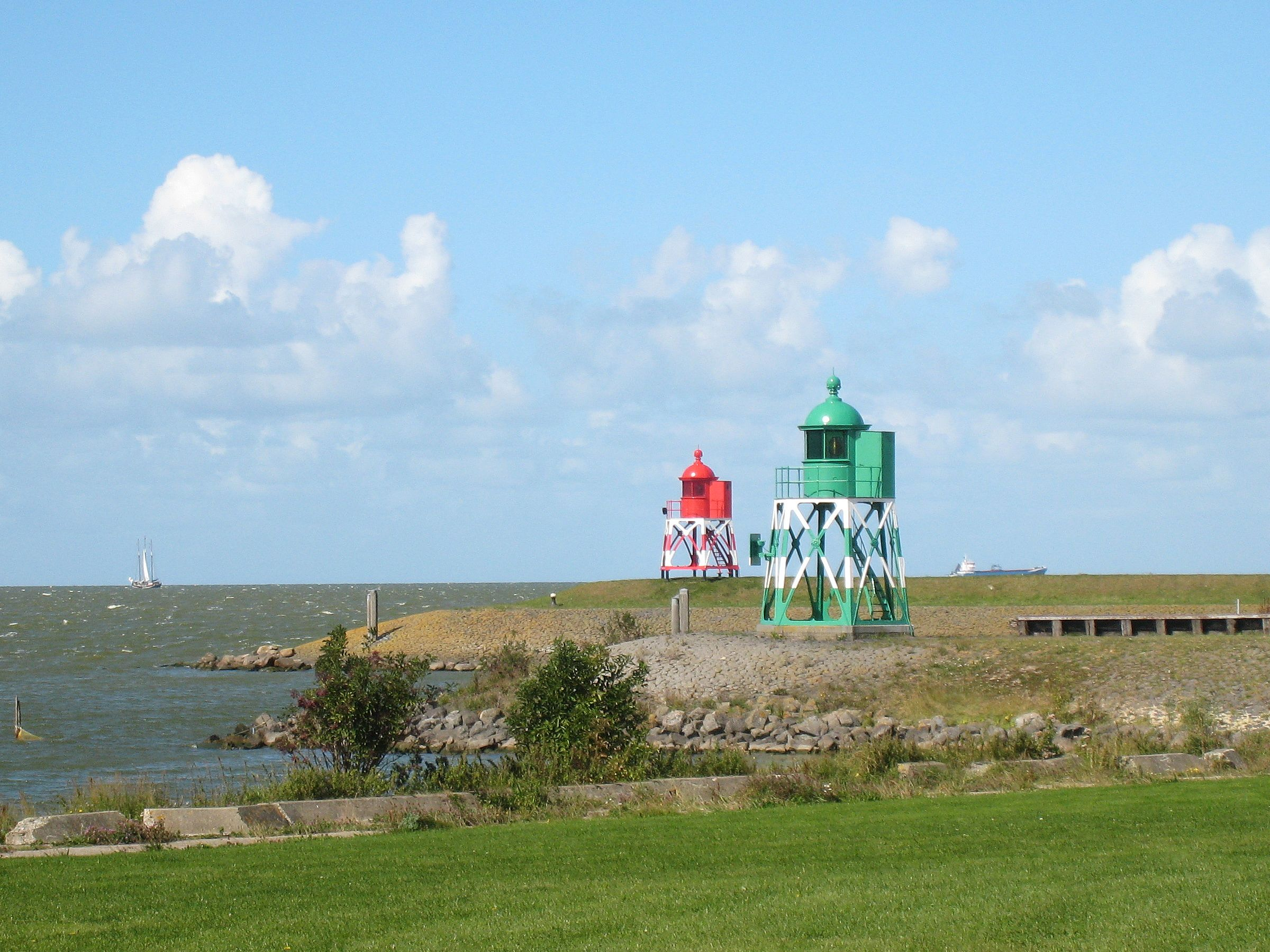
Leuchtfeuer Hafeneinfahrt Stavoren

Stavoren (früher Staveren; westfriesisch Starum) ist ein Ort in der niederländischen Provinz Friesland.
Der Ort liegt am Ostufer des IJsselmeers, eines einstigen, heute abgedeichten Nordseearms. Der in der Gemeinde Súdwest Fryslân gelegene Ort hat 945 Einwohner. Der Ort lebt heute vorwiegend vom Tourismus, der fast vollständig auf den Wassersport orientiert ist.

## Geschichte
Stavoren ist die älteste der elf friesischen Städte. Der Ort entstand um das Jahr 900 an einem Wasserlauf und erlangte zwischen 1058 und 1068 Stadtrechte. Im Jahr 2011 feierte Stavoren 950 Jahre Stadtrechte. Stavoren unterhielt gute Handelsbeziehungen zu den Ländern rund um die Ostsee und war ab 1385 Hansestadt. Bedeutung erlangte Stavoren durch Import von Getreide von den Ostseeanrainerstaaten, das für die schnell anwachsende friesische Bevölkerung benötigt wurde, erlangte aber nie den Status und Reichtum der nordholländischen Städte am westlichen IJsselmeerufer. Immerhin residierten hier die friesischen Könige.
Am Ende des Mittelalters verfiel Stavoren, der Hafen versandete und bei den Getreideimporten spielte der Ort keine Rolle mehr. Aus dieser Zeit stammt die Sage vom Wyfke fan Starum.
Im 17. und 18. Jahrhundert ging es der Stadt wieder besser, bevor es im 19. Jahrhundert wieder zum Niedergang kam.
1899 hatte der Ort 868 Einwohner. Nach dem Bau der Bahnstrecke Leeuwarden–Stavoren und der Einrichtung einer Fährverbindung nach Enkhuizen auf der anderen IJsselmeer-Seite mit Anschluss an die Bahnstrecke Zaandam–Enkhuizen gewann der Hafen von Stavoren wieder an Bedeutung.
Heute bildet der Tourismus eine der Haupteinnahmequellen des Ortes. Am Ortsrand entstanden mehrere Yachthäfen.

## Lage
Der Ort ist Endpunkt der Eisenbahnstrecke von der Provinzhauptstadt Ljouwert über Snits und Warkum zum IJsselmeer.
Bei Stavoren endet der Johan Frisokanaal, der eine der Verbindungen des IJsselmeers mit dem Prinses-Margrietkanaal darstellt und somit eine Wasserstraßenverbindung nach Ljouwert und Groningen herstellt.

## Sehenswertes

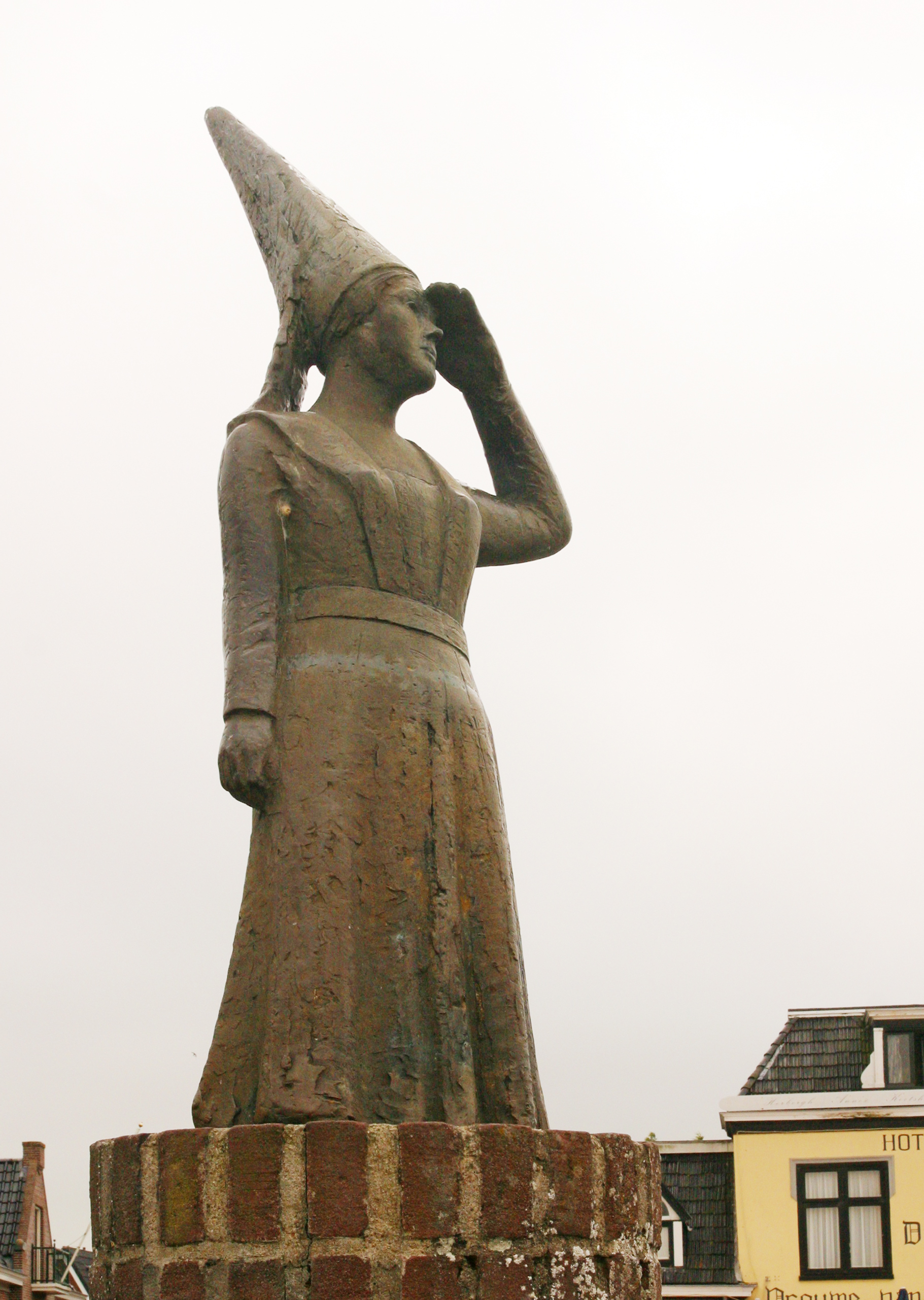
Wyfke fan Starum
(Plastik am Alten Hafen neben der Schleuse)

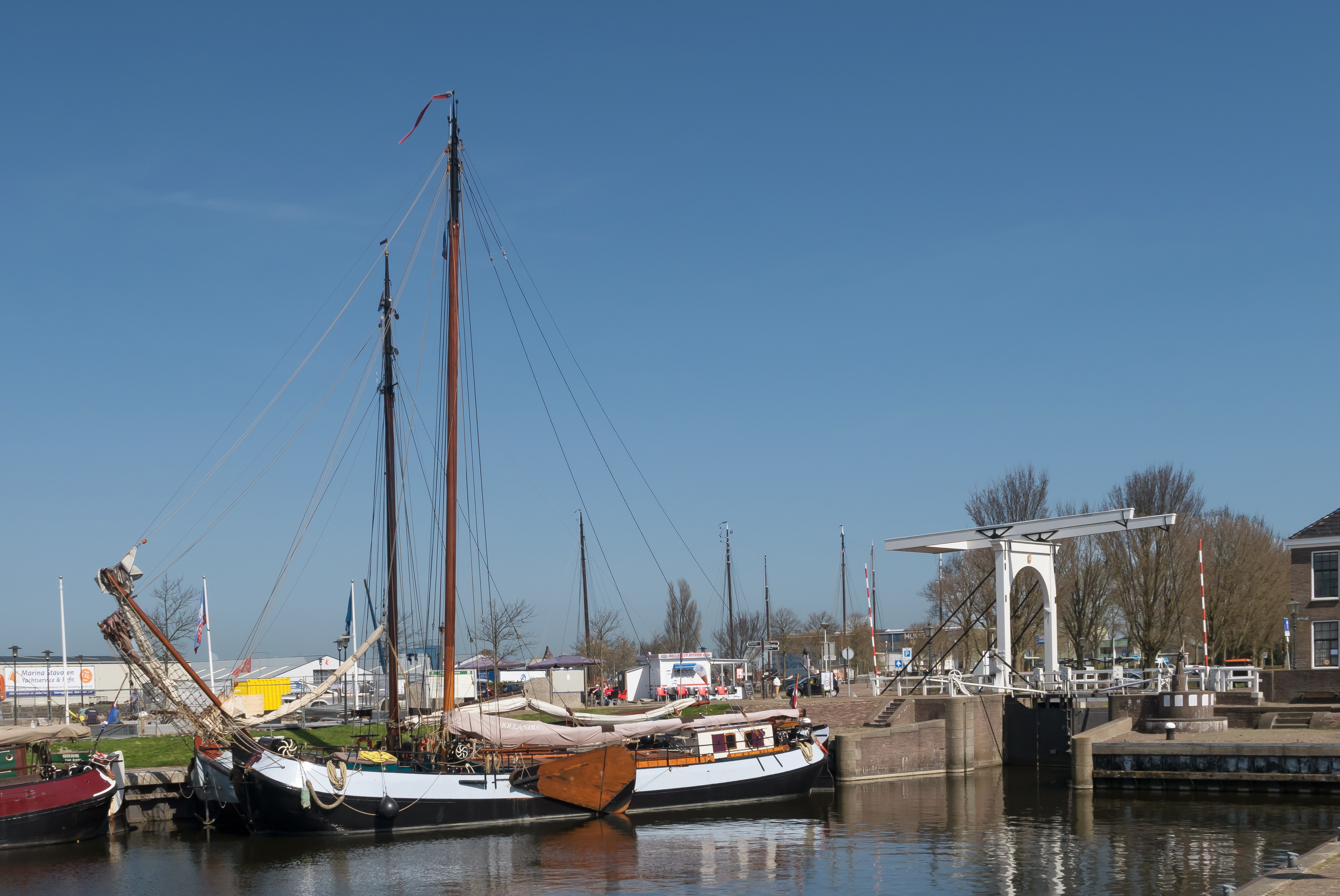
Blick auf die Zugbrücke bei der Frau von Stavoren

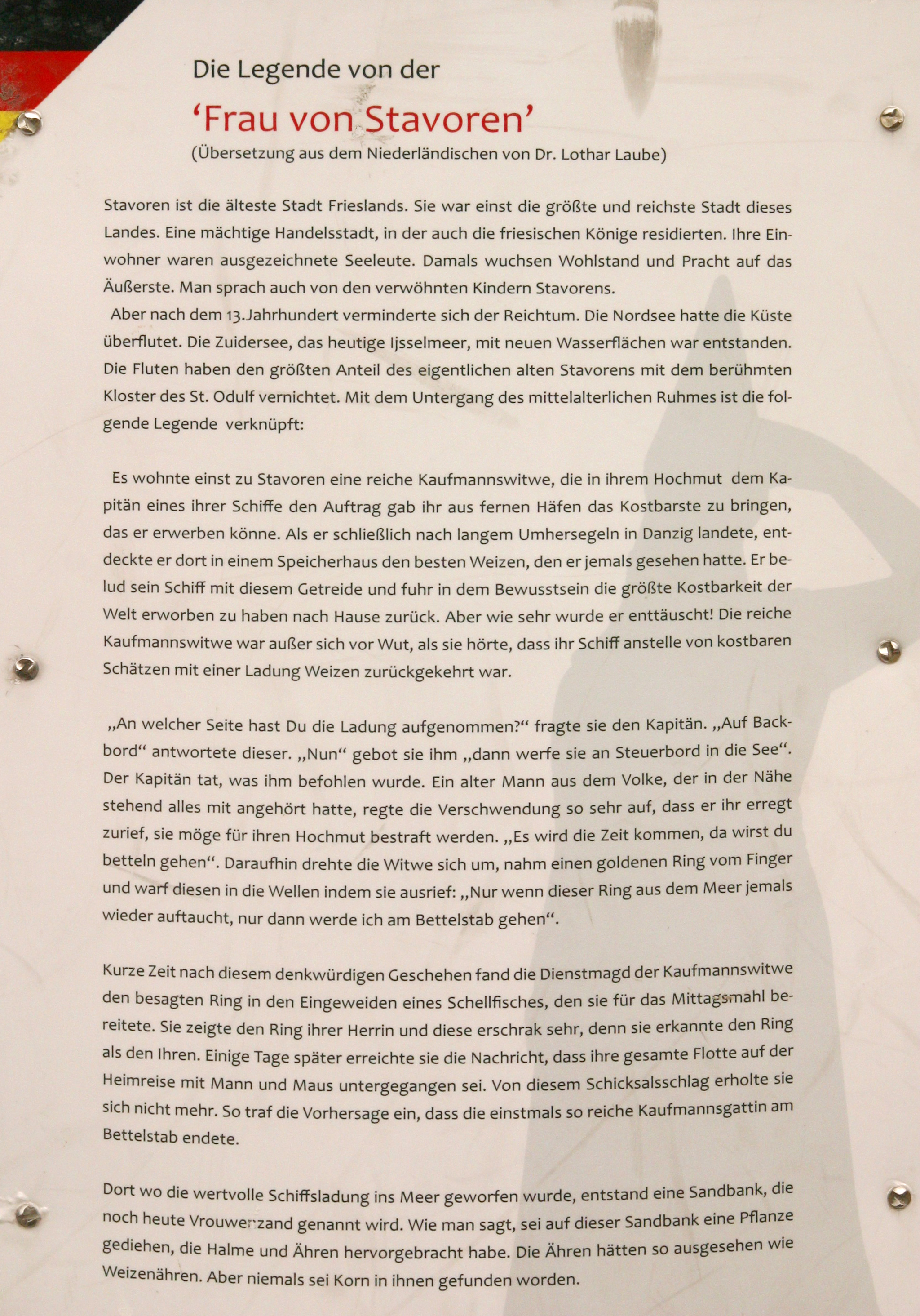
Text der Sage (auf Deutsch) an dem Sockel der Skulptur

- das Denkmal vom „Wyfke fan Starum“ (Frau von Stavoren) am Alten Hafen (Âlde Haven)
- die alte Schleuse
- die neue Schleuse (Johan Frisosluis): hier befindet sich einer der meistfrequentierten Zugänge für Wassersportfahrzeuge zum Binnenland mit viel Bootsverkehr
- die Leuchtfeuer an der Hafeneinfahrt
- am Alten Hafen startet auch die Fähre nach Enkhuizen, die dort direkt am Freilichtmuseum anlegt

## Wyfke fan Starum
Über die mittelalterliche Figur Wyfke fan Starum (niederländisch: Vrouwe van Stavoren) handelt eine der bekanntesten Sagen der niederländischen Volksliteratur. Diese stammt aus dem 16. Jahrhundert und lautet etwa wie folgt:
Im Mittelalter lebte in Stavoren die Witwe eines steinreichen Kaufmanns. Die hochmütige Frau besaß mehr Schiffe als alle anderen Kaufleute und Reeder der Stadt zusammen, und ihr Reichtum wuchs von Tag zu Tag an.

Trotz ihres großen Reichtums war sie nicht zufrieden. Sie begehrte, den kostbarsten Besitz der Welt zu haben, und schickte den Kapitän eines ihrer Schiffe hinaus, um ihr den zu besorgen. Dieser fand nach einer langen Reise in Danzig den besten Weizen, den er jemals gesehen hatte. Mit diesem Weizen kehrte er zurück.

Aber die Kaufmannswitwe hatte sich andere Schätze vorgestellt. Wütend fragte sie den Kapitän: „An welcher Seite hattest du den Weizen geladen?“ Er antwortete: „An der Backbordseite“. Daraufhin befahl sie dem Schiffer, die Ladung an der Steuerbordseite wieder ins Meer zu schütten. Ein Umstehender hörte das und weissagte ihr, sie werde einmal vor Armut betteln müssen. Darauf zog sie einen kostbaren Goldring vom Finger und warf das Schmuckstück ebenfalls ins Meer. Sie fügte hinzu: „So wenig dieser goldene Ring je wieder zu mir zurückkehren wird, so wenig werde ich jemals Armut leiden“.

Kurze Zeit später fand die Dienstmagd der hochmütigen Frau den Ring in einem Fisch, den sie zum Mittag zubereiten wollte. Die Herrin erschrak. Danach erfuhr sie noch am selben Abend, dass mehrere ihrer Schiffe im Sturm auf hoher See „mit Mann und Maus“ untergegangen seien. Ihr Unglück nahm kein Ende und die Frau starb als arme Bettlerin.
Der Frouwesân (Frauensand), eine Sandbank im IJsselmeer nahe Stavoren, soll die Stätte sein, wo der kostbare Weizen ins Meer geworfen wurde. Immer noch soll hier eine Pflanze wachsen, die wie Weizen aussieht, aber keine Ähren trägt.
Seit 1969 steht im Stavorener Stadtkern ein Standbild vom „Wyfke fan Stavoren“.

## Yachthäfen und Marinas in Stavoren
Stavoren kann auf dem Wasserweg entweder über das Ijsselmeer oder über den Johan-Friso-Kanal erreicht werden. Yachthäfen befinden sie sich sowohl auf der Binnenseite der Schleuse (Marina Stavoren Binnenhaven, Gemeentelijke Binnenhaven Stavoren) als auch am Ijsselmeer (Marina Stavoren Buitenhaven, Oude Haven).